# Ballad & Pop Hits – The Complete Video Collection
Ballad & Pop Hits – The Complete Video Collection – DVD szwedzkiego zespołu Roxette wydane 17 listopada 2003 roku zawierające wszystkie teledyski duetu z lat 1987–2003 podzielone na Ballad Hits i Pop Hits.

## Lista utworów

### Ballad Hits
1. „A Thing About You”
2. „It Must Have Been Love”
3. „Listen to Your Heart”
4. „Fading Like a Flower (Every Time You Leave)”
5. „Spending My Time”
6. „Queen of Rain”
7. „Almost Unreal”
8. „Crash! Boom! Bang!”
9. „Vulnerable”
10. „You Don’t Understand Me”
11. „Wish I Could Fly”
12. „Anyone”
13. „Salvation”
14. „Milk and Toast and Honey”

### Pop Hits
1. „Opportunity Nox”
2. „The Look”
3. „Dressed for Success”
4. „Dangerous”
5. „Joyride”
6. „The Big L.”
7. „Church of Your Heart”
8. „How Do You Do!”
9. „Sleeping in My Car”
10. „Run to You”
11. „June Afternoon”
12. „Stars”
13. „The Centre of the Heart (Is a Suburb to the Brain)”
14. „Real Sugar”

### Extra
1. „Neverending Love”
2. „Soul Deep”
3. „I Call Your Name”
4. „Chances”
5. „(Do You Get) Excited?”
6. „Fingertips ’93”
7. „Fireworks”
8. „She Doesn’t Live Here Anymore”
9. „Un Día Sin Ti”

### Filmy dokumentalne
1. „The Making of Joyride” (50-minutowy film zza kulis)
2. „Really Roxette” (godzinny film drogi z 1995)